# Смоляков, Павел Иванович
Павел Иванович Смоляков (16.08.1903 — 16.12.1987) — сапер 131-го инженерно-саперного батальона 37-й инженерно-саперной бригады, красноармеец — на момент представления к награждению орденом Славы 1-й степени.

## Биография
Родился 16 августа 1903 года в городе Пенза. Окончил 7 классов. В середине 1920-х годов проходил срочную службу в Красной Армии, в частях связи. Вернувшись домой, работал слесарем на заводе, грузчиком на элеваторе.
В сентябре 1941 года был вновь призван в армию Пензенским горвоенкоматом. Воевал на Западном фронте, в составе 661-го строительного батальона работал на строительстве оборонительных сооружений под городом Сумы, отступал с боями на восток. К лету 1942 года воевал уже в составе 131-го инженерно-саперного батальона, с которым прошел до Победы. На Северо-Кавказском, 4-м Украинском и 1-м Белорусском фронтах.
6 июля 1944 года в районе города Ковель красноармеец Смоляков при подготовке к наступлению под интенсивным вражеским огнём разведал укрепления переднего края противника. В ходе наступления с группой бойцов сопровождал 1206-й самоходный артиллерийский полк и обеспечил их продвижение на протяжении нескольких километров без единого случая прорыва. 9 июля, проделывая проходы в минных полях противника, спас экипаж самоходной артиллерийской установки из подожженной гитлеровцами машины.
За эти бои был представлен, в нарушении статуса ордена, к награждению орденом Славы 2-й степени. Пока по инстанциям ходили наградные документы, сапер Смоляков вновь отличился при форсировании реки Висла.
В период со 2 по 7 августа 1944 года красноармеец Смоляков с группой бойцов участвовал в наведении моста через реку Висла. Под постоянным огнём противника и налетами вражеской авиации, при сильном течении реки вбивал сваи, работал на верхнем строении, своевременно устранял повреждения пролетов.
Приказом по войскам 69-й армии от 9 августа 1944 года красноармеец Смоляков Павел Иванович награждён орденом Славы 3-й степени.
Приказом по войскам 69-й армии от 25 августа 1944 года красноармеец Смоляков Павел Иванович награждён орденом Славы 2-й степени.
Во второй половине января 1945 года, в ходе Висло-Одерской операции, красноармеец Смоляков двигался в боевых порядках наступающих частей и под огнём противника обезвредил 135 противотанковых и противопехотных мин, обеспечив быстрое продвижение наших частей. 31 мая; невзирая на обстрел врага, разминировал мост у городка Альттирштигель, предотвратив его подрыв неприятелем.
Указом Президиума Верховного Совета СССР от 31 мая 1945 года за образцовое выполнение боевых заданий командования на фронте борьбы с немецкими захватчиками и проявленные при этом доблесть и мужество красноармеец Смоляков Павел Иванович награждён орденом Славы 1-й степени. Стал полным кавалером ордена Славы.
Сразу после победы, в 1945 году был демобилизован.
Вернулся в родной город. В 1967 году фронтовику была вручена последняя боевая награда — орден славы 1-й степени. Работал вулканизаторщиком. Жил в городе Пенза. Скончался 16 декабря 1987 года.
Награждён орденами Отечественной войны 1-й степени, Славы 3-х степеней, медалями.